# Facultad de Humanidades de Albacete
La Facultad de Humanidades de Albacete es un centro docente de la Universidad de Castilla-La Mancha donde se imparten estudios superiores de humanidades. Está situada en la Ciudad Universitaria de la ciudad española de Albacete.

## Historia
La Facultad de Humanidades de Albacete de la Universidad de Castilla-La Mancha fue creada en 1994 con la publicación en el BOE de su plan de estudios en el inicialmente denominado Centro Superior de Humanidades de Albacete. En 2019 cumplió su primer 25 aniversario formando humanistas.

## Titulaciones
La facultad oferta los siguientes títulos de grado y posgrado:
Grado
- Grado en Humanidades y Estudios Sociales
  - Mención en Sociedad y Mundo Contemporáneo
  - Mención en Herencia Cultural

Posgrado
- Másteres
  - Máster en investigación en humanidades, cultura y sociedad
  - Máster universitario en profesor de educación secundaria obligatoria y bachillerato, formación profesional y enseñanza de idiomas
  - Máster en turismo rural y desarrollo local
  - Máster en humanidades digitales

- Doctorado
  - Programa de Doctorado: Sociedad y Humanidades: lecturas de la Modernidad en el nuevo milenio

## Departamentos docentes
Los siguientes departamentos tienen actividad en la Facultad de Humanidades de Albacete:
- Departamento de Filología Hispánica y Clásica
- Departamento de Filología Moderna
- Departamento de Filosofía y Antropología
- Departamento de Geografía y Ordenación del Territorio
- Departamento de Historia
- Departamento de Historia del Arte
- Departamento de Psicología

## Alumnado y personal
La Facultad de Humanidades de Albacete cuenta, en el curso 2013-2014, con un total de:
- 201 alumnos (curso 2012-2013)
- 26 profesores
- 10 empleados de administración y servicios

## Investigación
Dentro de la Facultad de Humanidades de Albacete varios centros y grupos desarrollan su labor investigadora:
- Centro de Estudios Territoriales Iberoamericanos[8]
- Seminario de Estudios de Franquismo y Transición[9]
- Aula de Teatro
- Laboratorio de Prehistoria
- Grupo de Gestión del Conocimiento y Nuevas Tecnologías (GCYNT)[10]
- Centro de Estudios y Documentación de las Brigadas Internacionales (CEDOBI)
- Seminario de Historia Social de la Población[11]
- Laboratorio de Cine y Arte Contemporáneo
- Laboratorio de Cartografía e Infonomía[12]
- Grupo de Innovación docente: Mirar con imágenes, El Greco en Castilla-La Mancha